# Mordellistena septemcarinata
Mordellistena septemcarinata es una especie de coleóptero de la familia Mordellidae.

## Distribución geográfica
Habita en las Seychelles.